# Der liebe Tom verliert den Kopf
Der liebe Tom verliert den Kopf ist ein US-amerikanischer Zeichentrick-Kurzfilm von William Hanna und Joseph Barbera aus dem Jahr 1952.

## Handlung
Jerry und Nibbles sind als Musketiere des Königs unterwegs. Tom wiederum ist als Wache dafür zuständig, ein Bankett des Königs vor den Musketieren zu schützen. Schafft er es nicht, droht ihm der Tod unter der Guillotine. 
Jerry und Nibbles gelangen ins Schloss und mithilfe ihrer als Fallschirm genutzten Umhänge auf den reich gedeckten Essenstisch. Tom wird erst auf die beiden Mäuse aufmerksam, als sie eine Sektflasche entkorken und er plötzlich in einer Sektfontäne steht. Die Jagd auf die Mäuse beginnt, doch ist Tom stets der Unterlegene. Hat er eine Maus gefangen, wird diese durch die zweite Maus befreit. Es kommt zur Essensschlacht, bei der Tom schließlich per Kanone mit sämtlichen Nahrungsmitteln der Tafel bombardiert wird. Jerry und Nibbles ziehen mit Käse beladen ab. In der Ferne sieht man eine Guillotine fallen. Nibbles kommentiert trocken, dass das eben der Krieg sei. 

## Produktion
Der liebe Tom verliert den Kopf erschien am 15. März 1952 als Teil der MGM-Trickfilmserie Tom und Jerry.
Im Trickfilm wird ein Mix aus Französisch und Englisch gesprochen. Die Maus Nibbles, die nur Französisch spricht, wurde von der damals sechsjährigen Françoise Brun-Cottan synchronisiert. Aufgrund des Erfolgs des ersten Mousketeer-Trickfilms erschienen in den folgenden Jahren drei weitere derartige Tom-und-Jerry-Trickfilme, darunter mit Tom und der neue Mausketier 1954 ein oscarnominierter Trickfilm.

## Auszeichnungen
Der liebe Tom verliert den Kopf gewann 1952 den Oscar in der Kategorie „Bester animierter Kurzfilm“.